# Décès en 1294
Décès
- 1290
- 1291
- 1292
- 1293
- 1294
- 1295
- 1296
- 1297
- 1298

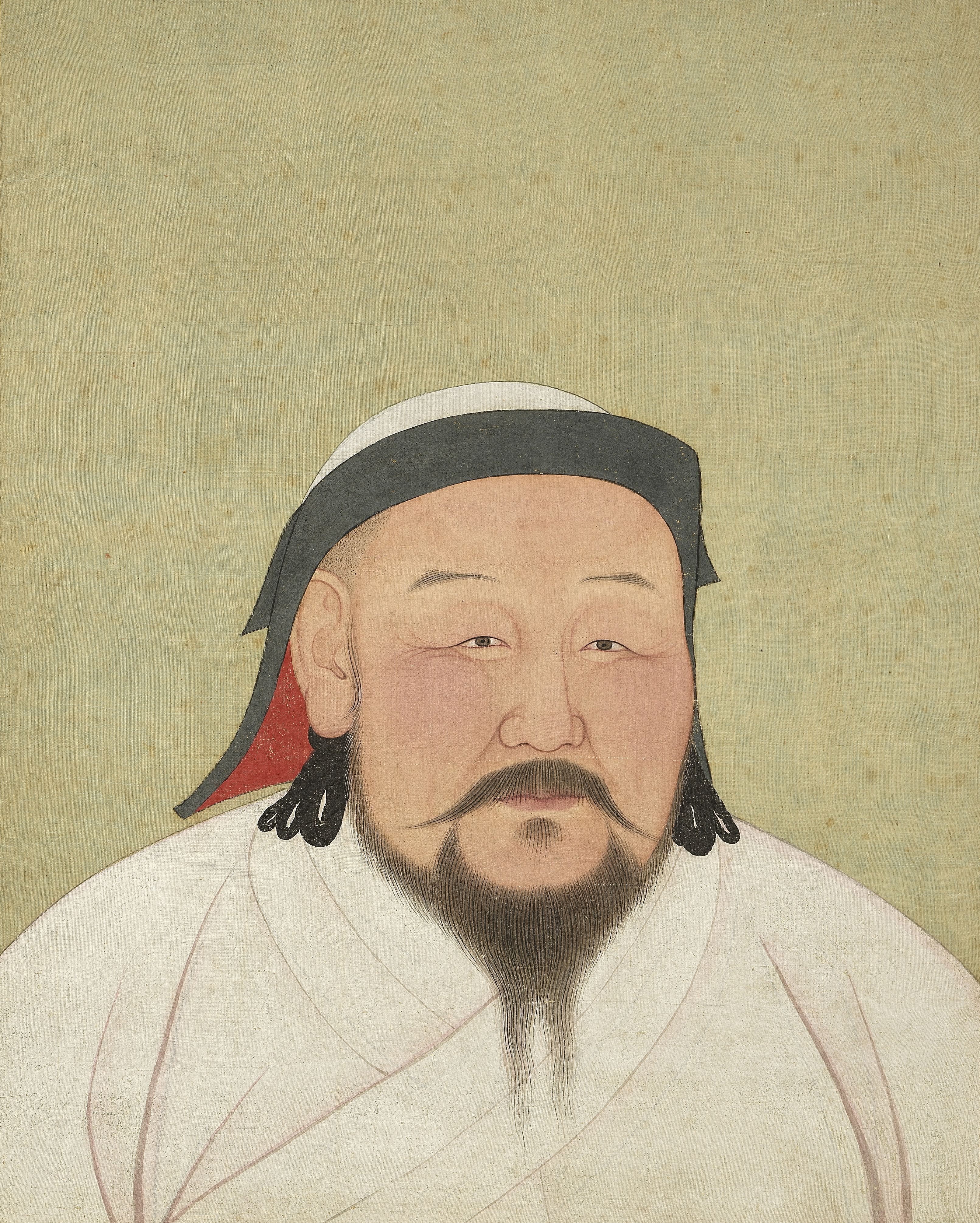
Kubilai Khan, mort en 1294.

Cette page dresse une liste de personnalités mortes au cours de l'année 1294 :
- janvier : Rabban Bar Sauma, Ouïghour chrétien à l'époque de la domination mongole, originaire de Pékin, qui se fit moine nestorien et conduisit en Europe une mission diplomatique pour le compte d'un souverain mongol de Perse.
- 18 février : Kubilai Khan, khagan mongol puis un empereur de Chine de la dynastie Yuan.
- 15 avril : Jean de Bernières, évêque de Sées.
- 3 mai :  Jean Ier de Brabant duc de Brabant et duc de Limbourg.
- 27 mai : Sibylle de Baugé, comtesse de Savoie.
- 10 juin : Casimir II de Łęczyca, duc de Brześć Kujawski, de Dobrzyń nad Wisłą, de Łęczyca, vassal de Venceslas II.
- 11 juin : Roger Bacon, surnommé Doctor mirabilis (« Docteur admirable »), philosophe, savant et alchimiste anglais, considéré comme l'un des pères de la méthode scientifique.
- 12 juin : Jean II de Brienne, comte d'Eu.
- 28 juin : Raymond de Mévouillon, prieur du couvent des Dominicains de La-Beame-lès-Sisteron, évêque de Gap puis archevêque d'Embrun.
- 28 juillet : Gilles de Mauglas, évêque de Nevers.
- 10 août  ou le 19 juillet : Latino Malabranca Orsini, cardinal italien.
- 12 août : Guillaume de Conflans, évêque de Genève.
- 23 août : Eustache de Beaumarchais, baron de Calvinet, seigneur de Chambeuil, de Falcimagne et coseigneur de Tournemire.
- 11 octobre : Conrad II de Czersk, duc de Mazovie, de Czersk puis duc de Sandomierz.
- après le 13 octobre : Francesco Ronci, cardinal italien.
- 22 novembre : Étienne de Besançon, membre de l'Ordre des Prêcheurs dont il est maître.
- 25 décembre : Mestwin II, duc de Poméranie orientale et de Poméranie-Świecie.

- Bousiri, de son nom complet Abou Abdallah Mohammed ibn Saïd al-Bousiri, poète d'origine marocaine.
- Brunetto Latini, encyclopédiste et homme politique florentin, (né v. 1220), auteur du Trésor, rédigé en français.
- Guittone d'Arezzo, poète toscan.
- Louis II de Bavière, duché de Bavière, comte du Palatinat du Rhin.
- Takatsukasa Kanehira, noble de cour (kugyō)  de l'époque de Kamakura et père fondateur de la famille Takatsukasa.
- Brunetto Latini, notaire, philosophe et chancelier de la République florentine.
- Théodore Mouzalon, homme d'État byzantin.
- Ṣafī al-Dīn al-Urmawī, musicien, érudit en musicologie et bibliothécaire sous le califat d'Al-Musta'sim.
- Trần Quang Khải, ou prince Chiêu Minh, grand Chancelier et général de l'armée Đại Việt qui aide l'empereur à vaincre les troupes mongoles menées par le prince Toghan pour le compte de Kubilai Khan.
- Yagbéa-Syon, roi d’Éthiopie sous le nom de Salomon Ier.

## Crédit d'auteurs
- Cet article est partiellement ou en totalité issu de l'article intitulé « 1294 » (voir la liste des auteurs).